# Bella Fromm
Bella Fromm (Norimberga, 20 dicembre 1890 – New York, 9 febbraio 1972) è stata una giornalista e scrittrice tedesca.
Autrice di origine ebraica, ha vissuto in esilio negli Stati Uniti durante la Seconda guerra mondiale. È meglio conosciuta per essere l'autrice di Blood and Banquets (1943), un resoconto della sua carriera come corrispondente diplomatico per la rivista Berlin durante la Repubblica di Weimar e della sua esperienza durante i primi cinque anni del Terzo Reich.
Sebbene questo libro sia stato pubblicato come un autentico diario contemporaneo e sia spesso citato come tale, ricerche recenti suggeriscono che Fromm lo scrisse negli Stati Uniti dopo aver lasciato la Germania.

## Biografia
Fromm nacque da Siegfried e Greta Fromm, in una famiglia di ricchi mercanti di vino di origine ebraica. Nacque a Norimberga e crebbe a Kitzingen nella Bassa Franconia. La famiglia Fromm era originaria della Spagna, ma visse in Germania per 500 anni fino all'Olocausto. Secondo il racconto personale di Bella Fromm, la sua famiglia era in buoni rapporti con la famiglia reale Bavarese ed altri leaders dell'alta società Bavarese. Suo padre morì quando lei era ancora bambina, sua madre nel 1918. Nel 1911 sposò un imprenditore ebreo, Max Israel, col quale ebbe una figlia, Grete-Ellen (nota come "Gonny" negli scritti di Fromm) e due nipoti. Dopo aver divorziato da Israel. sposò Karl Julius Steuermann, dal quale in seguitò divorziò. Il suo terzo matrimonio fu con Peter F. Welles, un fisico.
Durante la Seconda guerra mondiale Fromm lavorò per la Croce Rossa tedesca e fu decorata dal Re di Baviera. Dopo la morte della madre, ereditò le fortune di famiglia che le consentirono di dedicare devotamente il suo tempo al lavoro sociale. L'inflazione del 1923, tuttavia, distrusse il suo patrimonio e fu costretta a cercare lavoro. Usando contatti familiari, fu impiegata presso la Ullstein, la maggiore casa editrice di proprietà ebrea, e lavorò per i giornali di Ullstein, in particolare il Berliner Zeitung ("BZ") e il Vossiche Zeitung, il principale giornale liberale di Berlino. Inizialmente relegata ai tradizionali ruoli delle giornaliste donne come la moda e i pettegolezzi sociali, Fromm si dimostrò talentuosa e ambiziosa e presto fu promossa per scrivere di politica e diplomazia.

### Carriera giornalistica
In qualità di corrispondente diplomatico per i giornali Ullstein, Fromm divenne una personalità ben nota nell'alta società berlinese. Tra coloro con i quali lei potrebbe esser venuta a contatto vi erano Frederick Birchall (editore e corrispondente per il New York Times), Aristide Briand (Primo Ministro francese), Vittorio Cerruti (ambasciatore italiano), William E. Dodd (ambasciatore statunitense), André François-Poncet (ambasciatore francese), Ernst Hanfstaengl (amico di Adolf Hitler e suo primo capo stampa estero), Louis P. Lochner (veterano corrispondente americano), Otto Meissner (capo della Cancelleria presidenziale, e in seguito della Cancelleria di Hitler), Konstantin von Neurath (Ministero degli esteri tedesco), Sir Eric Phipps (ambasciatore britannico), Leni Riefenstahl (produttrice cinematografica), Hjalmar Schacht (Ministero dell'Economia) e Kurt von Schleicher (Cancelliere prima di Hitler). Secondo il suo racconto personale. Fromm incontrò Hitler, Hermann Göring, Rudolf Hess e Joseph Goebbels molte volte ad eventi diplomatici, ma non fu amichevole con nessuno di loro.
Fromm si raffigurò come una figura importante nella società politica berlinese; ebbe intimi rapporti con ministri, editori e diplomatici, e fu al corrente di informazioni confidenziali per molti di loro. Fece molte delle sue più strette amicizie con Schleicher e sua moglie e scrisse dei molti tentativi di quest'ultima nell'avvisare Schleicher a proposito del fatto che il Presidente Paul von Hindenburg fosse in procinto di rimuoverlo dalla carica di Cancelliere in favore di Hitler. È notevole, comunque, che due dei meglio conosciuti resoconti politici e la stampa a Berlino in quel periodo non menzionassero Fromm. Questi includono Berlin Diar di William Shirer e le memorie del capo stampa di Hitler Otto Dietrich, Zwölf Jahre mit Hitler .
In quanto nota liberale (in virtù della sua eredità ebraica), la posizione di Fromm sugli affari tedeschi divenne sempre più precaria dopo che i nazisti salirono al potere nel 1933. Fu protetta in una certa misura dalla sua amicizia con importanti diplomatici stranieri e anche con membri conservatori di Il governo di Hitler come Schacht e von Neurath. Nel 1934 mandò sua figlia negli Stati Uniti. Dopo il 1934 non poté più scrivere con il proprio nome, ma il suo giornalismo continuò ad apparire in forma anonima. Ha continuato a essere invitata a eventi diplomatici e sociali.
Privata della maggior parte delle sue entrate dal giornalismo, Fromm tornò al mestiere di famiglia come commerciante di vini, sfruttando i suoi contatti con ambasciate straniere e ricchi berlinesi. Secondo il suo racconto, ha anche usato i suoi contatti per ottenere visti per molti ebrei tedeschi che volevano disperatamente emigrare. Per questo motivo, ha scritto, si è rifiutata di ascoltare il consiglio dei suoi amici di lasciare la Germania prima che fosse troppo tardi. Nel 1938, tuttavia, gli ebrei furono esclusi dal commercio del vino. Rimasto senza reddito e di fronte alla crescente persecuzione antisemita, Fromm emigrò negli Stati Uniti nel settembre 1938.
A New York, Fromm ha lavorato come dattilografa e segretaria e ha incontrato il suo terzo marito, Peter Wolff. Con l'entrata degli Stati Uniti nella Seconda guerra mondiale nel dicembre 1941, Fromm decise di scrivere un libro sulle sue esperienze a Weimar e nella Germania nazista. Nel 1943, Blood and Banquets fu pubblicato per la prima volta in Inghilterra. Era rivolto a un pubblico americano in tempo di guerra ed ha un tono stridente antinazista e filoamericano.

## Blood and Banquets
In Blood and Banquets Fromm ha affermato: "Nel preparare questo libro, ho fatto degli estratti dalle annotazioni originali nel mio diario... Le parti del mio diario che sono contenute in questo libro sono proprio come erano state originariamente scritte..."
Questa affermazione, tuttavia, è stata contestata dallo storico americano Henry Ashby Turner, che ha esaminato le carte private di Fromm nella biblioteca della Boston University. In un articolo di giornale del 2000, Turner ha affermato che Fromm scrisse il libro a New York, basandolo sulla sua vasta raccolta di ritagli di giornale, su fonti secondarie e sulla propria memoria. Turner ha notato che le carte di Fromm non contengono il manoscritto originale di un diario, solo una serie di dattiloscritti prodotti su una macchina da scrivere americana e su una carta da lettere americana. Turner ha anche notato cambiamenti significativi tra le bozze successive, contraddicendo l'affermazione di Fromm secondo cui le voci nel libro pubblicato "sono esattamente come erano state scritte originariamente".
Turner ha anche sottolineato errori fattuali in Blood and Banquets, che, ha affermato, derivano dall'uso di fonti secondarie da parte di Fromm e che non si sarebbero verificati se il libro fosse stato un autentico diario contemporaneo. Cita come esempio una voce del 29 gennaio 1932, in cui Fromm fa riferimento a un discorso pronunciato da Hitler il 27 gennaio. In effetti, dice Turner, Hitler ha tenuto il suo discorso il 26 gennaio, cosa che Fromm avrebbe saputo se avesse basato il suo libro su un vero diario contemporaneo. L'errore, dice Turner, si trova anche nel libro di Fritz Thyssen I Paid Hitler, pubblicato negli Stati Uniti nel 1941. Conclude che Fromm ha scritto il suo "diario" basato sul libro di Thyssen piuttosto che su un vero diario. In altre voci, dice, Fromm fornisce date errate per i discorsi di Goebbels (incluso uno a cui ha affermato di aver assistito) a causa del fatto di fare affidamento su ritagli di giornale piuttosto che sulla propria conoscenza.
Turner è anche scettico riguardo alle affermazioni di Fromm di essere stata intima amica di Kurt von Schleicher e il destinatario delle sue confidenze. Scrive: “Una relazione di nome – per i tedeschi dell'alta borghesia di quel tempo una questione quasi cerimoniale – tra Kurt von Schleicher e un editorialista della società che aveva incontrato a un ricevimento diplomatico è, a dir poco, priva di plausibilità. " Conclude: "Per riassumere, Blood and Banquets, un libro di memorie sugli eventi in Germania che è stato composto anni dopo in America in modo dimostrabilmente inventivo... dovrebbe essere considerato dagli storici con scetticismo".
Nonostante questi dubbi sulla sua autenticità, il libro di Fromm, con le sue numerose e colorite descrizioni della vita sociale a Berlino negli anni '20 e '30 del Novecento e le sue visioni decisamente anti-naziste, continua ad essere ampiamente citato dagli storici del dopoguerra del periodo di Weimar e del Terzo Reich. Tra i lavori recenti da citare Blood and Banquets ci sono le biografie di Goebbels (di Toby Thacker), Hess (di Peter Padfield), Riefenstahl (di Steven Bach), Magda Goebbels (di Anja Klabunde), Eva Braun (di Angela Lambert), William E. Dodd (di Erik Larson) e Stephanie von Hohenlohe (di Martha Schad). Altre opere per utilizzare Fromm come fonte includono Royals and the Reich di Jonathan Petropoulos, High Society in the Third Reich di Fabrice d'Almeida e Hitler's Women di Guido Knopp.
Nel 1946 Fromm tornò in Germania per diversi viaggi di ricerca, non in maniera permanente. Nel 1961 pubblicò un romanzo basato sulle sue esperienze in esilio, Die Engel weinen (The Angels Cry), che fu accolto male. Nel 1958 è stata insignita della Croce al Merito di Prima Classe (Verdienstkreuz Erster Klasse) dalla Repubblica Federale Tedesca. Morì a New York nel 1972. Nel 1993 Blood and Banquets fu tradotto in tedesco e pubblicato con il titolo Als Hitler mir die Hand küsste ("Quando Hitler mi baciò la mano").